# Fatima Jinnah
Fatima Jinnah (en ourdou : فاطمہ جناح), née le 30 juillet 1893 à Karachi et morte le 9 juillet 1967 dans la même ville, est une chirurgienne-dentiste, biographe, femme politique pakistanaise et une figure parmi les fondateurs du Pakistan.
Après avoir obtenu un diplôme de dentiste à l'Université de Calcutta, elle devient une associée et conseillère de son frère ainé Muhammad Ali Jinnah qui devient plus tard le premier gouverneur général du Pakistan. Critique envers le Raj britannique, elle émerge en tant que défenseure de la théorie des deux nations et de la Ligue musulmane. Après l'indépendance du Pakistan, Jinnah cofonde la Pakistan Women's Association qui joue un rôle significatif au moment de l'installation des migrants dans le pays nouvellement formé. Après la mort de son frère, elle reste une philanthrope importante, mais n'est plus active en politique jusqu'en 1965 où elle se présente à l'élection présidentielle contre le dirigeant militaire Muhammad Ayub Khan.
Fatima Jinnah meurt brutalement à Karachi le 9 juillet 1967. Elle reste l'une des dirigeants les plus honorés du Pakistan. Son héritage est associé à son soutien envers les droits civiques, son combat pour le mouvement pour le Pakistan et sa dévotion envers son frère. Référée sous le nom de Māder-e Millat (en ourdou, « mère de la Nation ») et Khātūn-e Pākistān (« Dame du Pakistan »), de nombreuses institutions et espaces publics portent son nom.

## Biographie

### Jeunesse et études
Fatima Jinnah est née le 30 juillet 1893 de Jinnahbhai Poonja et Mithibai, à Karachi, à l'époque située au sein du Raj britannique. Elle est la plus jeune d'une fratrie de huit frères et sœurs. Elle a quatre frères : Muhammad Ali, Ahmad Ali, Bunde Ali et Rahmat Ali ainsi que trois sœurs, Maryam, Fatima et Shireen. Son père est un marchand de la ville qui vit relativement confortablement. Il meurt cependant en 1901, alors que Fatima n'a que huit ans, et son plus vieux frère Muhammad Ali devient le chef de famille alors qu'il est âgé de 25 ans. Elle est ensuite envoyée dans un couvent à Bombay alors que son grand frère commence sa carrière d'avocat dans la même ville. En 1919, Fatima commence ses études de médecine et dentaire à l'Université de Calcutta.

### Carrière professionnelle
Face à l'hostilité d'une partie de sa famille, réticente à l'idée de voir une femme musulmane s'engager autant dans la vie active, Fatima reçoit le soutien de son grand frère Muhammad Ali Jinnah. Elle ouvre en 1923 un cabinet dentaire à Calcutta. Cependant, elle se retire de cette activité en 1929 pour assister son frère qui commence à souffrir de problèmes de santé et qui a perdu sa femme Maryam Jinnah. Elle le suit à Londres dans sa retraite puis s'impliquera discrètement en politique derrière son frère qui prend la tête de la Ligue musulmane et devient une figure du Mouvement pour le Pakistan.

### Carrière politique

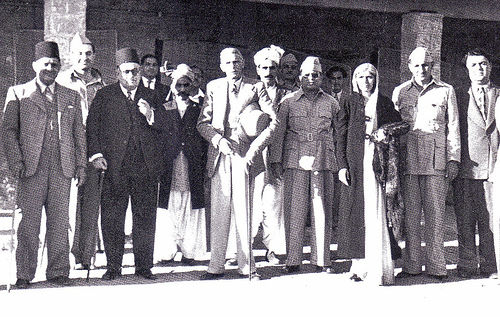
Fatima Jinnah accompagnée de dirigeants de la Ligue musulmane.

Fatima commence à s'intéresser à la politique aux côtés de son frère Muhammad Ali au début des années 1930. Fatima devient très proche de lui alors qu'ils se vouent réciproquement une grande confiance. En 1940, elle assiste à la résolution de Lahore de la Ligue musulmane puis l'année suivante elle fonde une fédération de femmes soutenant la ligue à Delhi. Elle commence à ce moment à défendre une meilleure place pour les femmes dans la société indienne, cherchant à promouvoir leur éducation et leur implication dans la politique pour soutenir la Ligue musulmane dans son projet de création du Pakistan. Elle se battra dans ce sens avec la femme de Liaquat Ali Khan. L’universitaire pakistanais Sharif al Mujahid estime ainsi que le rôle de ces deux femmes a souvent été minoré mais qu'il a été absolument déterminant dans la montée des femmes sur la scène politique au Pakistan. Elle créera en 1947 un comité de soutien des femmes qui deviendra en 1949 la Pakistan Women's Association.
Alors que son frère réussit à fonder le Pakistan avec la Ligue musulmane le 14 août 1947, Fatima visite une camp de réfugiés dans le Cachemire. La partition des Indes a en effet créé des violences et des mouvements massifs de population puis les deux pays s'affrontent lors Première guerre indo-pakistanaise sur la question du Cachemire. Elle accompagne ensuite son frère dans sa maladie et ils se retirent à Quetta pour y chercher du calme. Muhammad Ali meurt le 11 septembre 1948 d'une pneumonie. Alors qu'une journée de deuil est décrétée au Pakistan comme en Inde, ses obsèques nationales réunissent un million de personnes à Karachi. 
Après la mort de son frère, Fatima reste active sur le plan associatif et humanitaire. En 1955, elle se rend notamment au Pakistan oriental pour monter un comité aidant les victimes d’inondations, puis deux ans plus tard elle contribue à la fondation de cliniques pour traiter la tuberculose. En 1958, elle aide financièrement le gouvernement de l'Azad Cachemire pour le développement des écoles et l'acquisition d'ambulances. 
La même année, alors que le général Muhammad Ayub Khan prend le pouvoir à la suite d'un coup d’État militaire, Fatima est élue deux ans plus tard sous une étiquette indépendante à l'Assemblée nationale. Elle devient alors une figure à l'opposition au régime militaire. Elle réussit ensuite à réunir l'opposition derrière elle pour l'élection présidentielle du 2 janvier 1965, recevant même l'approbation de Maududi, le fondateur du parti islamiste Jamaat-e-Islami. Selon les résultats officiels, seuls 35 % des 80 000 grands électeurs votent pour Fatima Jinnah. Si Ayub Khan obtient des résultats très solides dans les zones rurales, Fatima réalise de bons scores dans les grandes villes, notamment à Dacca et Chittagong dans le Pakistan oriental et même à Karachi. L'élection marque toutefois un progrès pour l'accession des femmes à la vie politique, des théologiens islamiques admettant alors dans des fatwas qu'une femme puisse diriger un pays musulman. Elle continue ensuite de s'opposer au pouvoir militaire et prononce en 1967 un discours visant implicitement Ayub Khan : « les lâches connaissent de nombreuses morts, les vaillants n'affrontent la mort qu'une fois ».

### Mort et héritage

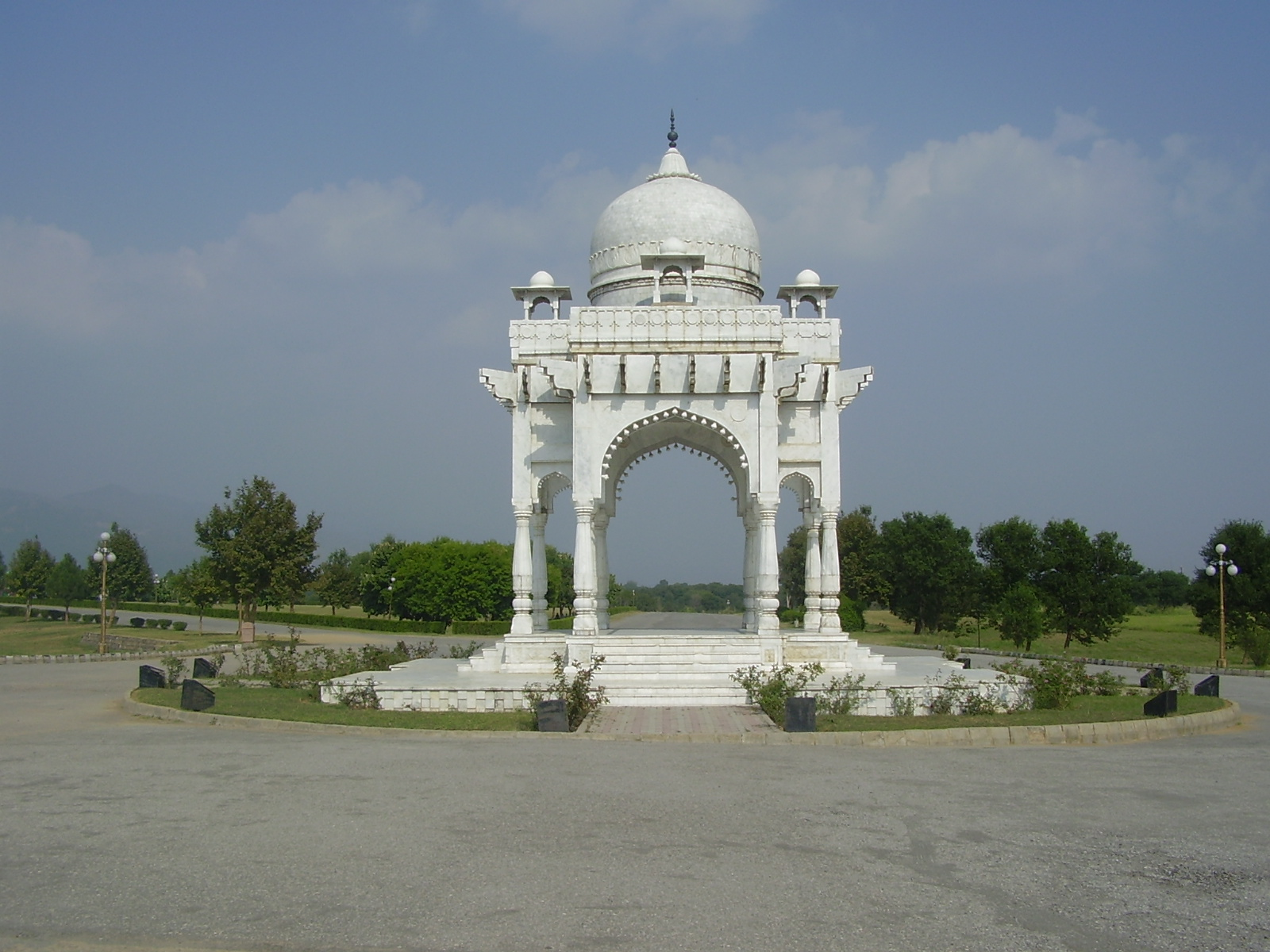
Le parc Fatima Jinnah à Islamabad.

Fatima Jinnah est retrouvée morte à son domicile de Karachi le 9 juillet 1967, succombant à une attaque cardiaque à l'âge de 73 ans. Des théories sur son assassinat vont toutefois se répandre, alimentées par certains proches. Des rumeurs se développent selon lesquelles Fatima aurait eu des marques de strangulation autour du cou, ce que les deux femmes qui ont découvert le corps démentent, tout en affirmant que la porte de sa buanderie était ouverte alors que Fatima la fermait toujours avant de se coucher. Après la démission du président Muhammad Ayub Khan en 1969, plusieurs voix commencent à s’élever indiquant que Fatima portait des blessures sur son corps. Son directeur de campagne pour l'élection de 1965 est le premier à évoquer un meurtre politique, et la théorie est reprise plus tard par certains journaux. La possibilité de l'implication d'un de ses anciens domestiques est également évoquée. En 2015, le journal Dawn se plaint que la lumière ne soit toujours pas faite concernant sa mort. 
Les funérailles de Fatima Jinnah ont lieu au Mazar-e-Quaid, le mausolée érigé en l'honneur de son frère, et 600 000 personnes y assistent. Son nom a été donné à quatre facultés ainsi qu'à un parc à Islamabad.